# Fognästjärnen
Fognästjärnen är en sjö i Bodens kommun i Norrbotten och ingår i Vitån-Råneälvens kustområde.